# Општина Тисно
Општина Тисно се налази у Далмацији у саставу Шибенско-книнске жупаније, Република Хрватска. Сједиште општине је Тисно.

## Географија
Општина се налази у југозападном дијелу Шибенско-книнске жупаније. На сјеверу се налази град Водице, источно је општина Трибуњ, а јужно излази на Јадранско море, западно се налазе општине Пировац и Муртер-Корнати.

## Историја
Општина се до територијалне реорганизације у Хрватској налазила у некадашњој великој општини Шибеник.

## Насељена мјеста
- Бетина
- Дазлина
- Дубрава код Тисна
- Језера
- Тисно

## Привреда
Становништво се бави пољопривредом, али је главна дјелатност туризам. Развијена је и бродоградња, као и риболов, маслинарство, виноградарство.

## Становништво
Према попису из 2001. године општина је имала 3.239 становника. Према попису становништва из 2011. године, општина Тисно је имала 3.094 становника.

### Попис2011.
На попису становништва 2011. године, општина Тисно је имала 3.094 становника, следећег националног састава:
| Попис 2011.‍   | Попис 2011.‍ | Попис 2011.‍ | Попис 2011.‍ | Попис 2011.‍ |
| ------------- | ----------- | ----------- | ----------- | ----------- |
|               |             |             |             |             |
| Хрвати        | Хрвати      |             | 2.991       | 97,65%      |
| Срби          | Срби        |             | 23          | 0,74%       |
| Албанци       | Албанци     |             | 21          | 0,68%       |
| остали        | остали      |             | 59          | 1,90%       |
| укупно: 3.094 |             |             |             |             |